# 陳德錦
陳德錦（1958年11月2日—），香港作家、学者。廣東新會人。生于澳門。

## 生平簡歷
陳德錦生於澳門，當地協和小學畢業，於1970年到香港威靈頓英文中學求學。浸會學院中文系畢業（1978-1982），並於新亞研究所碩士班畢業（1982-1985），後獲香港大學哲學碩士學位（1993-1995）及香港浸會大學哲學博士學位（2002）。1978年與唐大江、吳基信、麥建忠等成立「新穗文社」，出版文學刊物。後文社改爲出版社，出版《新穗詩刊》（1978-1986）及文學叢書。1981年與友人發起組織香港青年作者協會，並任該會會刊《香港文藝》主編，並任該會主席（1984-1985）。曾任中學教師、出版社編輯、嶺南學院（今嶺南大學）中文系講師、助理教授（1989-2010）等職。

## 評論盧凱彤性傾向及情緒病事件
在2018年8月9日晚上，陳德錦在其個人Facebook發表公開帖子，就藝人盧凱彤於2018年8月5日自殺身亡一事評論，原文如下「女藝人自戕，她的同性伴侶被三份中文報紙的娛樂版稱為『遺孀』。中國人稱丈夫逝世者女性為『孀』沒錯，錯在『孀』乃真正的一男一女婚姻下的那個『未亡人』而言，不能用在這類同性婚姻上。不清楚兩人的同性婚姻登記中是否要分別『夫、妻』，還是二人默認了身份角色。傳媒不加括號用了『孀』字，大概是尊重女藝人，不想視為諷刺。
然而，錯就是錯，怪就是怪，傳媒不加思索便用了。
不過，問題還在這位『丈夫』，二十多歲就患躁鬱症，纏綿多年，其實不宜『娶妻』，硬要這樣橫空出世，竟釀成悲劇。」
陳德錦發表言論後，被多名網民留言抨擊陳德錦言論假借討論新聞用語，實際上是歧視同性婚姻及情緒病患者。陳德錦以「幾得意的言論。思考中。」及「對方(盧凱彤的伴侶余氏)又不是醫學專家，效果全無。全無啊，陰功」回應網民的留言。其後，新聞工作者及從事研究家庭和婚姻的作家阿離在Facebook及獨立媒體發表文章 （页面存档备份，存于），指出陳德錦言論是對同性婚姻、婚姻意義及情緒病的不了解及偏見，因為盧凱彤及其同性伴侶是在加拿大註冊結婚，而加拿大的Civil Marriage Act規定，婚後女同性伴侶的稱呼是「太太」或「妻子」；阿離也指出陳德錦的言論中，形容盧凱彤的伴侶余氏不是醫學專家，對盧凱彤的情緒病沒有幫助的說法，只有在比較貼近封建的婚姻觀的婚姻功能主義論，才會形容婚姻是對婚後伴侶有功用才應該結婚。
陳德錦在2018年8月10日在其個人Facebook刪除有關帖子，未有表示刪除原因。現時陳德錦在文壇聲望極差。

## 文學獎
陳德錦獲得的文學獎包括：
- 第五屆青年文學獎（1978）新詩高級組冠軍、散文高級組優異奬
- 中文文學獎（1981年度）新詩優異獎、小說優異獎
- 香港大學文社新詩推薦獎（1986）
- 第三屆香港中文文學雙年獎（1995）散文組首獎。獲獎作品：《愛島的人》
- 第八屆香港中文文學雙年獎（2005）新詩組推薦獎。獲獎作品：《疑問》
- 第九屆香港中文文學雙年獎（2007）小說組推薦獎。獲獎作品：《盛開的桃金孃》
- 第六屆全國微型小說（小小說）評選（2008）二等獎。獲獎作品：《你的臉好紅》
- 第五屆全國偵探推理小說大賽（2011）入圍獎。獲獎作品：《黑色的夾克》
- 第九屆澳門文學獎（2011）散文組首獎。獲獎作品：《清理辦公室》
- 第二十九屆中學生好書龍虎榜（2018）十本好書之一。獲選作品：《獵貓者》

## 著作
詩集：
- 《書架傳奇》（香港：新穗出版社，1983）
- 《如果時間可以》（香港：新穗出版社，1992）
- 《秋橘》（香港：香港青年作者協會，1995）
- 《疑問》（香港：匯智出版有限公司，2004）
- 《有情風景》（香港：匯智出版有限公司，2019）

散文集：
- 《登山集》（香港：山邊社，1986）
- 《愛島的人》（香港：新穗出版社，1994）
- 《一枕酣眠》（香港：紅高粱書架有限公司，1999）
- 《身外物》（香港：匯智出版有限公司，2004）
- 《楓香與萵苣》（香港：中華書局，2020）

小說集：
- 《夢想的開信刀》（香港：獲益出版有限公司，1996）
- 《盛開的桃金孃》（香港：匯智出版有限公司，2006）
- 《獵貓者》（香港：匯智出版有限公司，2016）

文學評論：
- 《南宋詩學論稿》（香港：新穗出版社，1987）
- 《文學散步》（香港：香港青年作者協會，1993）
- 《李廣田散文論》（香港：新穗出版社，1996）
- 《邊緣回歸》（香港：新穗出版社，1997）
- 《文學面面觀》（香港：獲益出版有限公司，2003）
- 《中國現代鄉土散文史論》（北京：中國社會科學出版社，2004）
- 《宏觀散文》（香港：科華圖書出版公司，2008）
- 《情之理　意之象》（香港：匯智出版有限公司，2008）
- 《易悟寫作法》（香港：匯智出版有限公司，2016）

## 外部連結
- 回應陳德錦博士：語文的「問題」，在於偏見 （页面存档备份，存于）
- 中國當代作家口述歷史計劃:陳德錦 （页面存档备份，存于）
- 詩路典藏詩人:陳德錦 （页面存档备份，存于）
- 文要閒適詩要美——專訪陳德錦 （页面存档备份，存于）